# Браичи (община Будва)
Браичи (на сръбски: Брајићи) е село в Черна гора, разположено в община Будва. Намира се на 848 метра надморска височина. Населението му според преброяването през 2011 г. е 33 души, от тях: 15 (45,45 %) черногорци, 7 (21,21 %) сърби.

## Население
Численост на населението според преброяванията през годините:
- 1948 – 132 души
- 1953 – 154 души
- 1961 – 159 души
- 1971 – 70 души
- 1981 – 55 души
- 1991 – 46 души
- 2003 – 30 души
- 2011 – 33 души